# Ynet
Ynet — один з найбільших ізраїльських новинних порталів та сайтів загального змісту, а також інтернет-видання газети «Єдіот ахронот». Входить до числа 10 найкращих сайтів в Ізраїлі.

## Історія
Ynet запустився 6 червня 2000 року на івриті, після запуску сайтів інших івритомовних видань, включаючи «Га-Арец», «Маарів» та «Ґлобс». За даними Ґлобс, запуск Ynet міг бути відкладений через побоювання, що Ynet поглине газету «Єдіот ахронот». Редакція налічувала 130 співробітників, а першими колумністами були Офер Шелах і Ґаді Тауб. Вміст веб-сайту є окремим від газети.
Крім того, Ynet розміщує онлайн-версії журналів медіагрупи «Єдіот ахронот»: жіночого «Ла-Іша» (який також веде розділ моди на Ynet), розважального «Пнай плюс». Протягом двох років Ynet також мав арабську версію, яка припинила свою діяльність у травні 2005 року. Основну конкуренцію Ynet складають Walla, Mako та Nana. З 2008 року Ynet є найпопулярнішим інтернет-порталом Ізраїлю, згідно з даними Google Trends.
У 2005 році в Ynet працювало 80 репортерів.

## Ynetnews
Ynetnews — англомовна версія сайту Ynet, заснована у лютому 2005 року зі штатом з дев'яти осіб. Редактор-засновник Ynetnews Алан Еббі планував зосередитися на американських євреях як аудиторії.